# Yarburgh
Yarburgh – wieś w Anglii, w hrabstwie Lincolnshire, w dystrykcie East Lindsey. Leży 43 km na północny wschód od Lincoln i 213 km na północ od Londynu.